# Queenie Wahine's Papaya
Queenie Wahine's Papaya ("Reina Wahine de Papaya") es una canción infantil fusión de rock y música de Hawái, grabada por Elvis Presley para la banda sonora de la película Paradise Hawaiian Style. La canción fue compuesta por Florence Kaye, Bill Giant y Bernie Baum.  En la película Elvis le canta el tema al personaje interpretado por la actriz infantil Donna Butterworth.  Aunque este tema es netamente una canción infantil, no fue incluida en el álbum Elvis Sings For Children's, 

## Grabación
Elvis grabó las voces del total del material del álbum Paradise Hawaiian Style un mes después que lo hicieran los músicos de acompañamiento de las sesiones, en agosto de 1965 en Radio Recorders de Hollywood, California, y Queenie Wahine's Papaya no fue la excepción. Éste es uno de los pocos temas que contienen elementos de música tradicional hawaiana del álbum,  a diferencia de su antecesor Blue Hawaii que era prácticamente un álbum conceptual de dicho estilo.  

## Letra
Elvis canta la canción con cierta dosis de humor, ironía y complicidad aludiendo a la niña Jan Kohana interpretada por la actriz infantil Donna Butterworth. Allí Elvis le dice con cierta picardía que conoce a una chica que se dedica a vender ostras en la playa pero que sabe de la existencia de otra muchacha que vende mucho más que ella dedicada a la venta de papayas. 
She sells sea shells by the seashore 
But I know a gal who sells so much more
Queenie Wahine's Papaya rate's higher
Than pineapple, pumpkin or poi
Please pick her papaya, put Queenie Wahine
In perfect perpetual joy
Though some people's palates prefer pickled salads
Plum pudding, pink popcorn, peach pie
Oh Queenie's papaya you'll truly desire

When that Queenie Wahine passes by

## Ediciones
- Paradise Hawaiian Style (álbum) RCA - 1966
- Frankie And Johnny / Paradise, Hawaiian Style - RCA 74321 90625 2 - 1994 [5]
- Elvis Command Performances - The Essential 60's Masters II - RCA / BMG - 1993 [6]
- The Album Collection - RCA 88875114562 - 2016 [5]